# Sin Jeong-ja
Sin Jeong-ja (신정자?; Masan, 11 dicembre 1980) è un'ex cestista sudcoreana.

## Carriera
Con la Corea del Sud ha disputato le Olimpiadi del 2008 e due Campionati del mondo (2006, 2010).